# انعزال جيني
الانعزال الجيني أو العزلة الجينية (بالإنجليزية: Genetic isolate)‏؛ مصطلح مستخدم في علمي علم الوراثة والأحياء يُشار به إلى مجموعة من الكائنات التي تتزواج بين بعضها البعض وتتكاثر دون أن تختلط جينيًا مع كائنات أخرى من نفس النوع مجاورة لها، الأمر الذي يؤدي إلى نشوء عزلة جينية بين المجموعتين المتجاورتين. عادة ينتج عن هذا الانعزال الجيني حدوث انتواع بين المجموعتين وهو الذي يؤدي إلى بروز نوع جديد من المخلوقات الحية ذات الموروثات المتمايزة أو المتباينة عن الأخرى. قد تشكل العزلات الجينية أنواعًا جديدة من الكائنات بطرق عدة، عبر:
- الانتواع متباين الموطن والمعروف أيضًا باسم الانتواع الجغرافي، حيث تُعزل مجموعتان من نفس النوع جغرافيًا عن بعضهما البعض بواسطة حاجز جغرافي يحيل بينهما، وتؤدي الظروف المحيطة بكل عزلة إلى نشوء تباينات بين كل عزلة، الأمر الذي يشكل العزلة الإنجابية الجوهرية التي تحيل بين تكاثر العزلتين عند التقائهما بسبب الاختلافات التي طرأت على كل عزلة.
- الانتواع الخارجي، تُفصل مجموعة صغيرة من الكائنات عن مجموعتها الرئيسة، وتتطوّر لدى الأولى عزلة تناسلية بسبب انخفاض انسياب الجينيات بين المجموعتين، وهذا الانتواع يشبه الانتواع متباين الموطن.
- الانتواع المحاذي: حيث تكون مناطق مجموعتين متباينتين منفصلة عن بعضها البعض، ولكنها تتداخل إلى حد ما في منطقة صغيرة تصل بينهما؛ ويوفّر هذا الاتصال الجزئي، اتصالًا بين أفراد المجموعتين على نطاق ضيق بين وقت لآخر وهو ما يؤدي إلى انسياب المورثات، إلّا أن هذا النطاق الضيق من الاتصال بين عدد محدود من المجموعتين لا يؤدي إلى تسهيل التكاثر بين المجموعتين.
- الانتواع المستوطن: طريقة مثيرة للجدل من الانتواع تتباعد فيها الأنواع بينما تعيش في نفس المكان.

تشمل التأثيرات البشرية على العزلات الجينية المحدودة: تهجين الكلاب أو المجتمعات التي تعيش منعزلة عن الآخرين (مثل: تريستان دا كونا أو جزر بيتكيرن)، في حين العزلات الجينية البشرية الأكبر هي شعوب مثل السردينيين أو الفنلنديين، وهم السكان الأصليون في فنلندا.